# Elaver wheeleri
Elaver wheeleri är en spindelart som först beskrevs av Roewer 1933.  Elaver wheeleri ingår i släktet Elaver och familjen säckspindlar. Inga underarter finns listade i Catalogue of Life.